# Sticlete

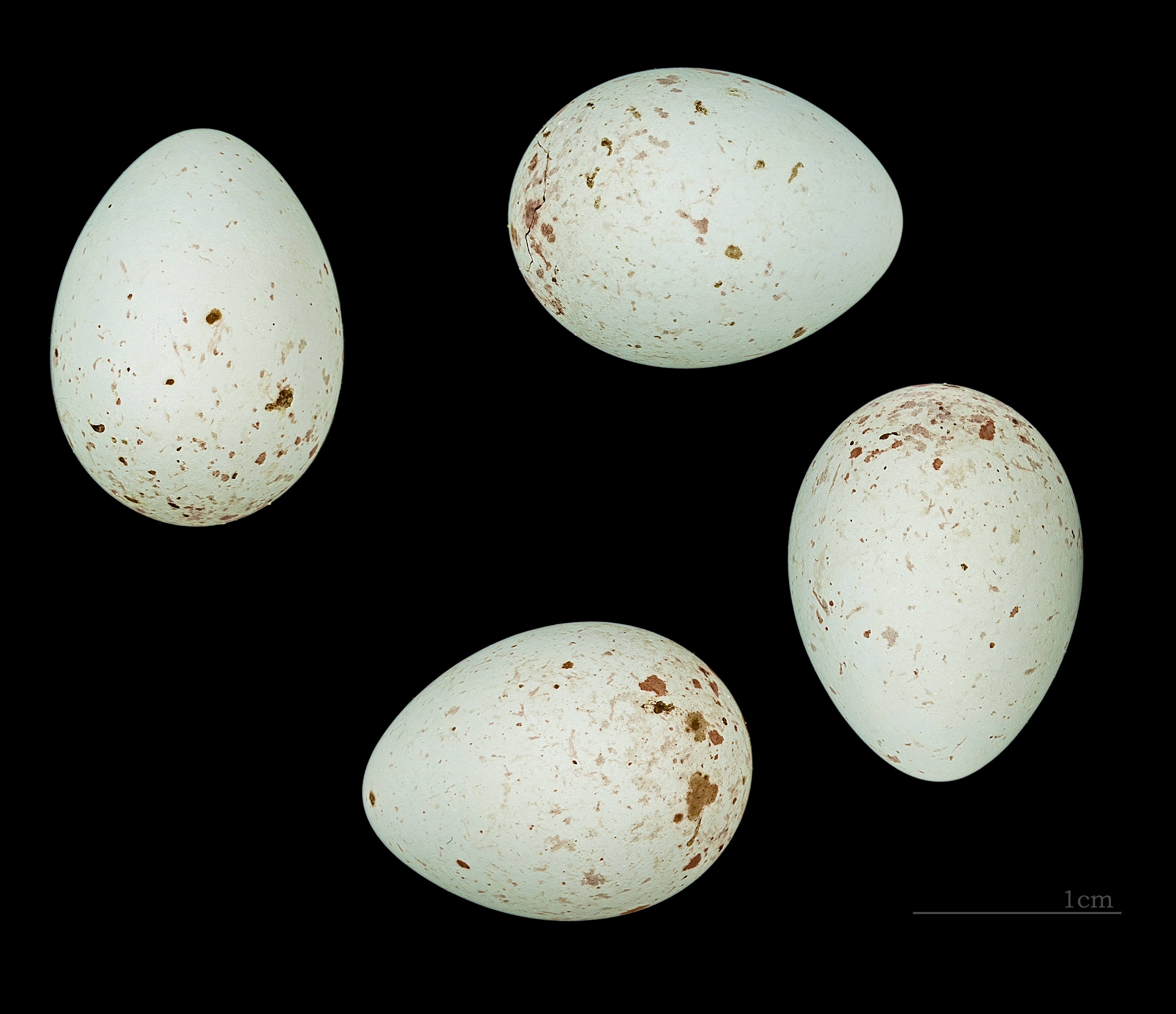
Carduelis carduelis carduelis

Sticletele (Carduelis carduelis), din familia Fringillidae, este o pasăre cu penele viu colorate cu: roșu, negru, alb și galben, fiind una dintre cele mai cunoscute păsări de talie mică, din România. Deoarece este o pasăre cântătoare, a fost ținută frecvent în colivii. Sticletele este răspândit din Europa Occidentală până în regiunile centrale din Siberia, Africa de Nord, Asia Centrală, Asia de Sud-Vest. În Australia, Noua Zeelandă și unele insule din Oceania a fost dusă de om. Penajul viu colorat în regiunea ciocului este roșu, iar ceafa, coada și aripile sunt colorate negru cu galben, pe când restul corpului este cafeniu. Această caracteristică ajută păsărea la marcarea teritoriului, și la asigurarea succesului în reproducție. În acest scop ea își alege o ramură uscată dezgolită unde poate fi ușor remarcată prin cântec și coloritul penajului.
În general, ca la toate speciile mici de păsări, puii ajung la câteva luni la maturitate sexuală. Sticletele clocește în general în regiunile joase, dar și pe văile montane. Cuibul este mic, cu un număr de  4- 5 ouă albăstrui punctate roșcat. El este așezat în arbori de înălțime mijlocie, cel mai frecvent pe salcâmi.  După circa 13 - 14 zile eclozează, femela scoțând pe vară 2 -3 rânduri de pui. Sticletele este sedentar, iernează în țară, la care se adaugă populațiile de sticleți nordici dintre care unele iernează în Africa de Nord și Asia de Sud-Vest.
Hrana sticleților sunt semințe de pe tufișuri, scaieți sau de pe pajiști. Este o pasăre nepretențioasă, fiind în trecut simbolul primăverii, al fecundității și al răbdării.